# Filip Kuffa
Filip Kuffa (* 3. října 1987 Kežmarok) je slovenský politik a lesník, v letech 2020 až 2023 poslanec Národní rady SR. 

## Život
Narodil se v říjnu 1987. V mládí absolvoval studium na církevním gymnáziu. Po maturitě studoval lesnictví, aplikovanou zoologii a zemědělství na Technické univerzitě ve Zvolenu, získal celkem dva inženýrské tituly. Po studiu pracoval v lesnickém sektoru a v křesťanském institutu v Žakovcích. 
Jeho otcem je politik Štefan Kuffa a jeho strýcem pak katolický kněz Marián Kuffa. Filip Kuffa je ženatý a má tři dcery. V září 2023 byl Filip Kuffa se svým otcem obžalován za nebezpečné vyhrožování.

### Politické působení
Filip Kuffa se v začátcích své politické kariéry stal členem strany Život – národná strana, za kterou kandidoval z pozice lídra její kandidátní listiny v evropských volbách v roce 2019. Strana však získala jen 2,06 % hlasů a tedy žádný mandát. V parlamentních volbách v roce 2020 kandidoval na 33. místě kandidátní listiny ĽSNS. Získal 10 559 preferenčních hlasů a byl zvolen poslancem Národní rady SR. Pouhé tři měsíce po volbách však opustil klub strany v důsledku interních sporů. V Národní radě působil ve výboru pro zemědělství a životní prostředí. 
V parlamentních volbách v roce 2023 kandidoval na 20. místě kandidátní listiny SNS poté, co se strana Život v dubnu 2023 dohodla na účasti svých členů na její kandidátní listině. Získal 22 664 preferenčních hlasů a byl zvolen poslancem. Mandátu poslance se však neujal, protože byl v říjnu 2023 jmenován státním tajemníkem slovenského Ministerstva životního prostředí. K roku 2023 navíc Kuffa působil jako místopředseda strany ŽIVOT.